# Francisco Campos (polityk)
Francisco Luis da Silva Campos (ur. 18 listopada 1891, zm. 1 listopada 1968) – brazylijski adwokat i polityk, deputowany do parlamentu, minister oświaty (1930-1932), sprawiedliwości (1932 i 1937-1942) oraz spraw wewnętrznych, autor projektu konstytucyjnego z 1937, który wprowadził autorytarne rządy Getulio Vargasa, oraz współautor aktu istytucjonalnego (dekretu) z 1964, który ustanowił dyktaturę armii.